# Regimentul 57/58 Infanterie (1916-1918)
Regimentul 57/58 Infanterie  a fost o unitate de nivel tactic de rezervă constituită la începutul anului 1917, prin contopirea Regimentului 57 Infanterie și Regimentului 58 Infanterie. 
În timpul campaniei din anul 1916 cele două regimente au făcut parte din Brigada 21 Infanterie. Ca urmare a pierderilor suferite, în cadrul procesului de reorganizare a armatei de la începutul anului 1917, s-a decis contopirea celor două unități într-un singur regiment și resubordonarea acestuia Brigăzii 22 Infanterie, alături de Regimentul 41/71 Infanterie.

## Campania anului 1917
În campania din anul 1917, Regimentul 57/58 Infanterie  a participat la acțiunile militare în dispozitivul de luptă al Diviziei 11 Infanterie, luând parte la Bătălia de la Mărășești. În această campanie, regimentul a fost comandat de locotenent-colonelul Nicolae Băileanu.:p. 49